# والری نیهاوس
والری نیهاوس (آلمانی: Valerie Niehaus؛ زادهٔ ۱۱ اکتبر ۱۹۷۴) هنرپیشه اهل آلمان است. وی از سال ۱۹۸۷ میلادی تاکنون مشغول فعالیت بوده‌است.

## فیلم‌شناسی
- خاطرات دکتر
- کمیسر رکس
- هشدار برای کبرا ۱۱
- گریم عشق